# František Krišpín
František Krišpín (20. dubna 1841 Karlín - 30. prosince 1870 Praha-Staré Město), uváděný i s příjmením Kryšpín, byl český akademický malíř a ilustrátor.

## Život
V dětství navštěvoval piaristickou školu, ale na podnět jejího ředitele, který si všiml chlapcova nadání, jej rodiče přihlásili na malířskou akademii. Protože mu ale v té době bylo jen 14 let, nebyl přijat. Místo toho se mu podařilo získat soukromé hodiny u inspektora pražské galerie Gustava Kratzmanna, který byl jeho pokroky tak nadšen, že jej po dvou letech vzal s sebou do Vídně. Na vídeňské akademii studoval v letech 1858-59 s výborným prospěchem, tak že jej profesor Josef Führich chtěl přijmout za svého žáka. Tomu ale zabránily finanční problémy. Protože jej rodiče už nemohli ve Vídni podporovat, vrátil se domů a vstoupil na pražskou malířskou akademii. Roku 1860 začal komponovat větší plátna.
Roku 1866 odjel na státní stipendium do Paříže, odkud se vrátil v následujícím roce. Roku 1868 získal další stipendium na cestu do Říma, tu ale už neuskutečnil ze zdravotních důvodů.
27. prosince 1870 odpoledne jej postihla závrať následovaná silnými křečemi, jejichž následkem zakrátko zemřel. Jako příčina smrti se uvádělo ochrnutí mozku, tj. mozková mrtvice.

## Dílo
Krišpín je autorem následujících obrazů:
- Nero pohlížející na požár Říma (1860) — první významnější práce
- Smrt Sokratova (1865) — nejvíce oceňovaná práce, zejména pro kompozici
- Svatý Václav a Vojtěch — pro kostel v Hradci Králové
- Zbyhoň (1868) — podle postavy Rukopisu královédvorského
- Korintská nevěsta dle Goethe
- Madona a svatý Jan pro loutický kostel (v Loutí?).
- Hledání pravdy, poslední nedokončená alegorická kompozice.

Byl také znám jako ilustrátor. Na zakázku knihkupce Lehmanna kreslil obrázky světců pro barvotisky (Sv. Anna s Pannou Marií, Sv. Josef s Ježíškem, Sv. Cyril a Metoděj, Svatá rodina, Sv. Václav, Sv. Kateřina). Ilustroval také balady českých básníků, národní báje a pověsti. Časopis Květy otiskl Svatojanskou noc v Ukrajině a ilustrace k básním Bez rosy (Vítězslav Hálek), Toman a lesní panna a Nevěrný milý (František Ladislav Čelakovský).

## Galerie

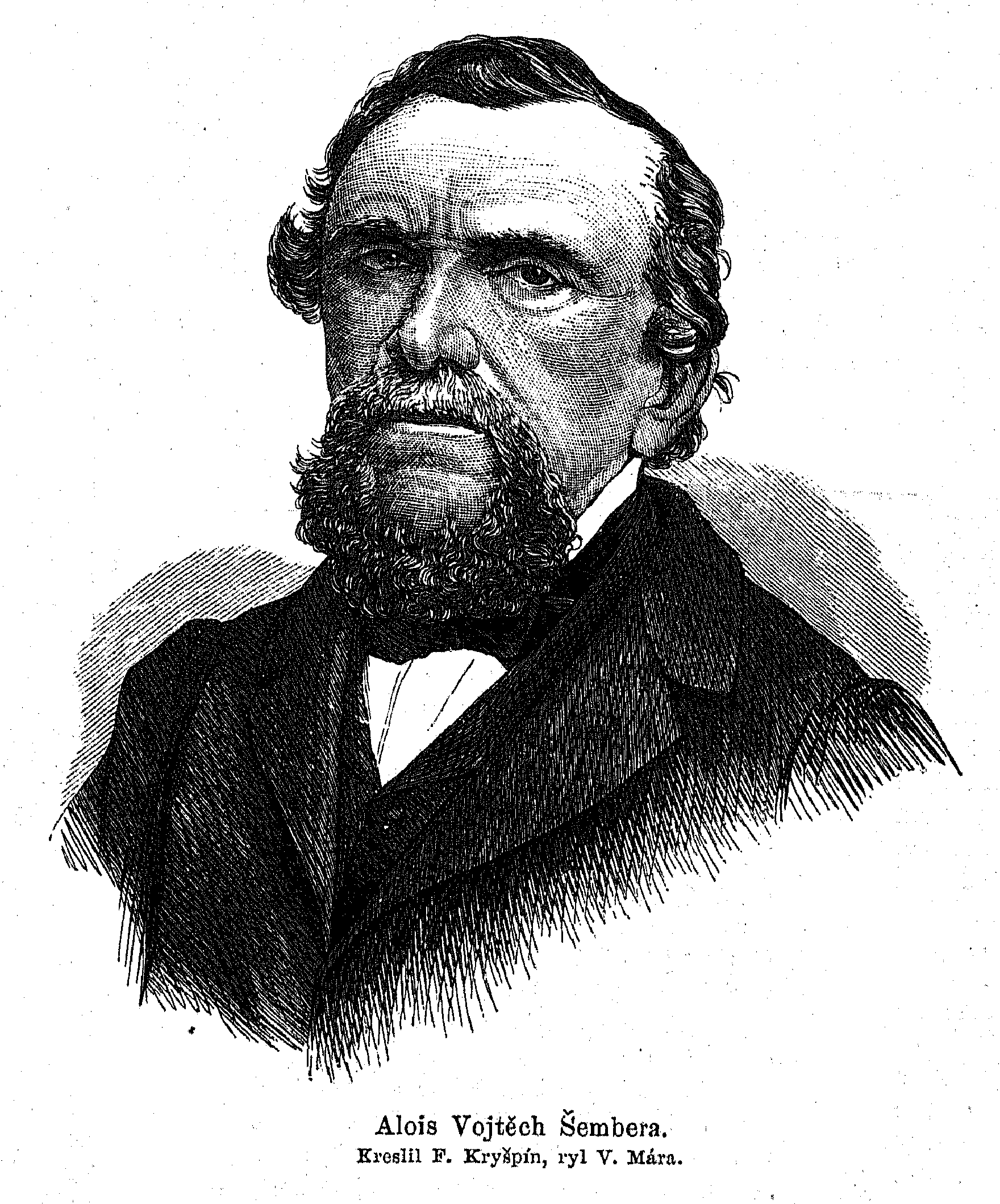
František Krišpín – Portrét Aloise Vojtěcha Šembery (1867)
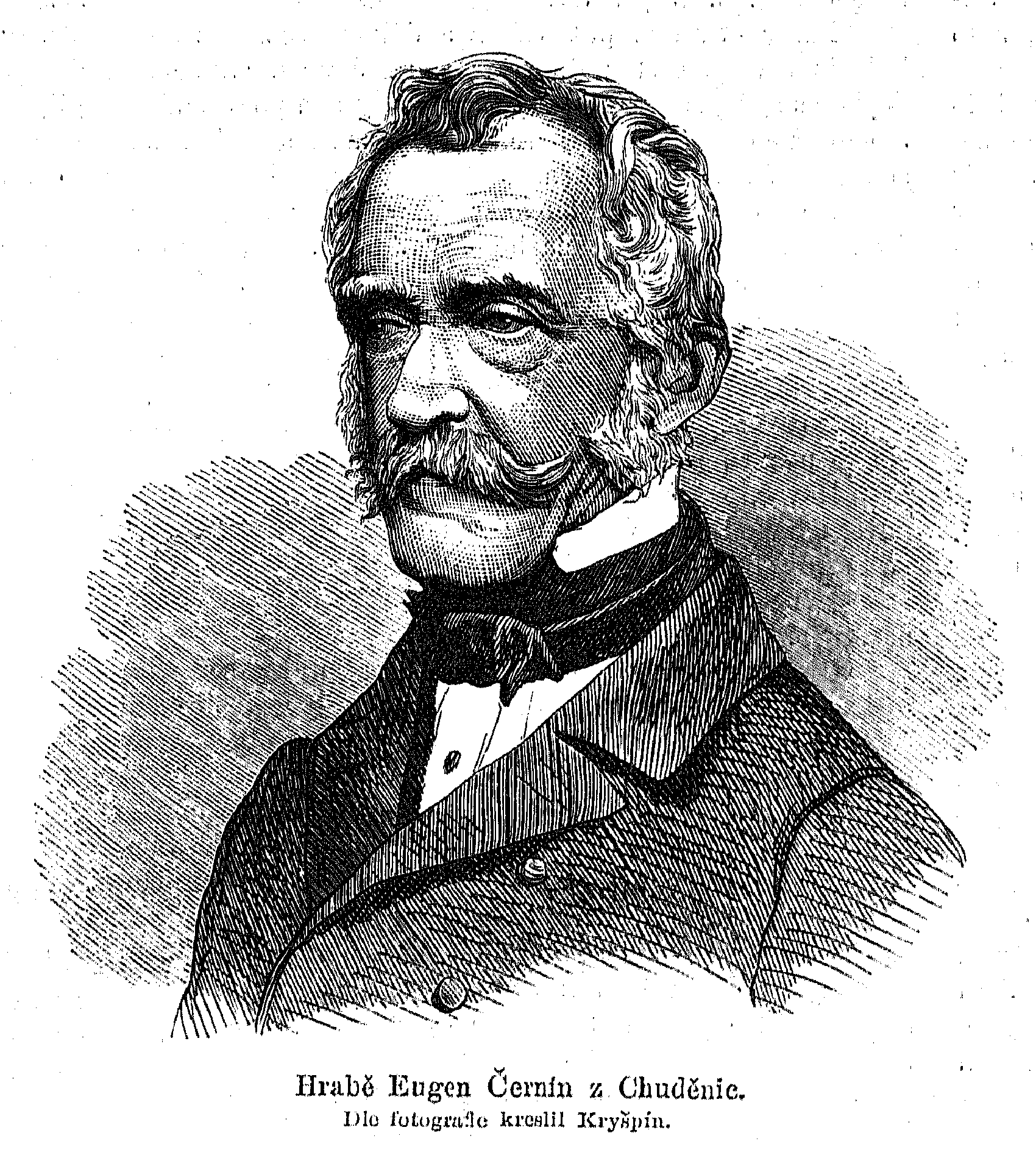
František Krišpín – Portrét Eugena Karla Czernína z Chudenitz (1867)
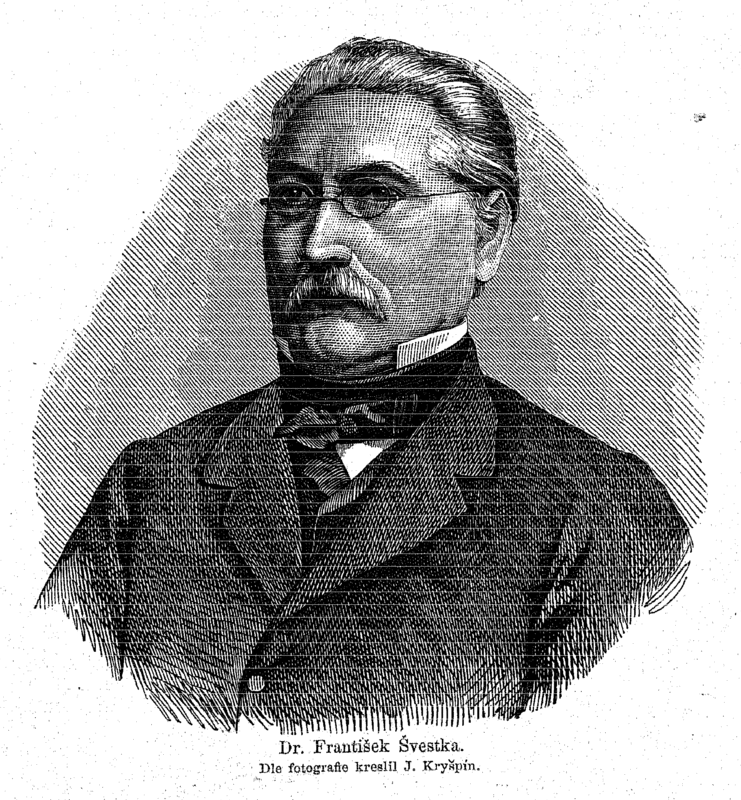
František Krišpín – Portrét Františka Švestky (1869)
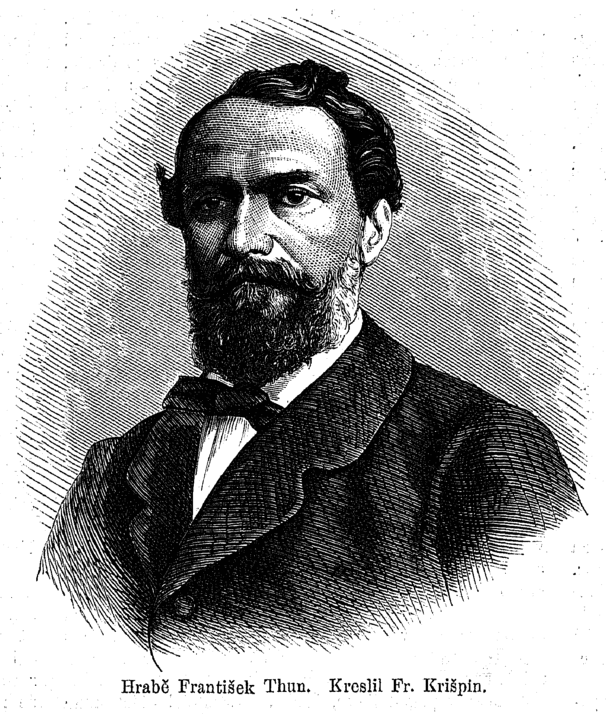
František Krišpín – Portrét Franze Antona II. Thun Hohensteina (1867)
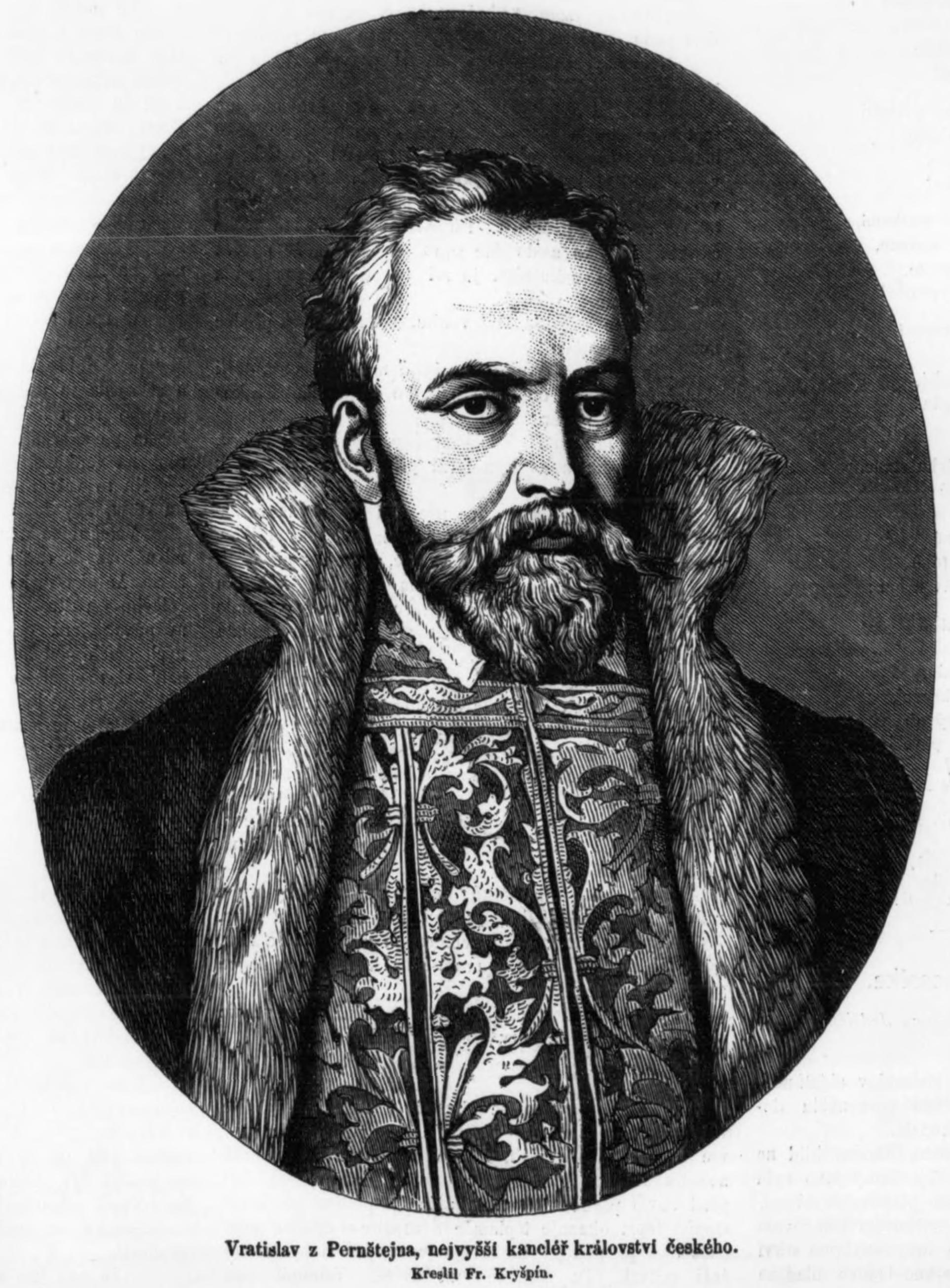
František Krišpín – Portrét Vratislava II. z Pernštejna (1867)